# Ulmus rubra
Ulmus rubra — вид квіткових рослин з родини в'язових (Ulmaceae). Поширення: південно-східна Канада, центральна та східна частини США.

## Біоморфологічна характеристика
Дерево 18–35 метрів заввишки; крони відкриті. Кора від коричневої до червоної, глибоко та нерівномірно борозниста. Деревина м'яка. Гілки розлогі; гілочки сірі, густо запушені в молодості, з віком голі. Ніжка листка 5–7 мм, запушена. Листкова пластинка від оберненояйцеподібної до яйцеподібної, 8–16 × 5–7.5 см, основа коса, краї подвійно пилчасті в дистальних 1/2–3/4, поодиноко пилчасті проксимально, базальних зубців 6 або менше, округлих, менш чітких, верхівка загострена; поверхні знизу повстяні, густі пучки білого волосся в пазухах головних жилок, зверху жорстко шорсткі, трихоми загострені до верхівки, краї війчасті. Суцвіття менш як 2.5 см, 8–20-квіткові. Квіти: чашечка від зеленої до червонуватої, неглибоко лопатева, частки 5–9, червонувато запушені; тичинки 5-9; пиляки червонуваті. Крилатки від жовтих до кремових, майже кулясті, 12–18 мм у діаметрі, ширококрилі, запушені лише на тілі, іржаво-повстяні, краї голі. Насіння потовщене, не роздуте. 2n = 28. Цвітіння: кінець зими — початок весни.

## Середовище
Населяє нижні схили, алювіальні заплави, береги струмків, річкові береги та деревні низини. Зростає на висотах 0–600(900) метрів.

## Використання
Деревина вважається гіршою за деревину американського в'яза (Ulmus americana), проте ці дві породи часто змішують і продають разом як м'який в'яз. Деревина використовується для виготовлення ящиків, кошиків, ящиків та бочок. Кора містить слизову речовину, яку перші поселенці використовували як засіб від кашлю та діареї. Його також використовували як вуличну декоративну рослину, але його використання обмежене через голландську хворобу в'яза.